# Metopidiothrix calamei
Metopidiothrix calamei är en mångfotingart som beskrevs av Shear 2002. Metopidiothrix calamei ingår i släktet Metopidiothrix och familjen Metopidiotrichidae. Inga underarter finns listade i Catalogue of Life.